# Central Goldfields Shire
Central Goldfields Shire is een Local Government Area (LGA) in Australië in de staat Victoria. Central Goldfields Shire telt 13.041 inwoners. De hoofdplaats is Maryborough.